# Västra Hargs lövskogar
Västra Hargs lövskogar är ett naturreservat omkring Västra Harg i Mjölby kommun i Östergötlands län.
Reservatet är ett av länets större lövskogsområden. Ädellövskog med ek och ask samsas med grova, gamla aspar, blommande hagmarker och till och med två slåtterängar. Här och var finns riktigt grova, gamla ekar. En mångfald av fåglar, insekter, lavar och svampar trivs i den här lummiga och mångformiga miljön. I området finns två naturliga besöksområden som är lämpliga att utgå från; dels den kommunala badplatsen vid Hargsjön och dels Kulladal som är den lokala idrottsföreningens lokal. Vid dessa båda platser finns parkering, grillplatser, dass/toalett och vandringsstigar. Vid Kulladal finns en utsiktsplattform där man kan spana ut över sjön Aren där tranor häckar.
Naturreservatet Västra Hargs lövskogar förvaltas av Länsstyrelsen Östergötland.

## Bilder

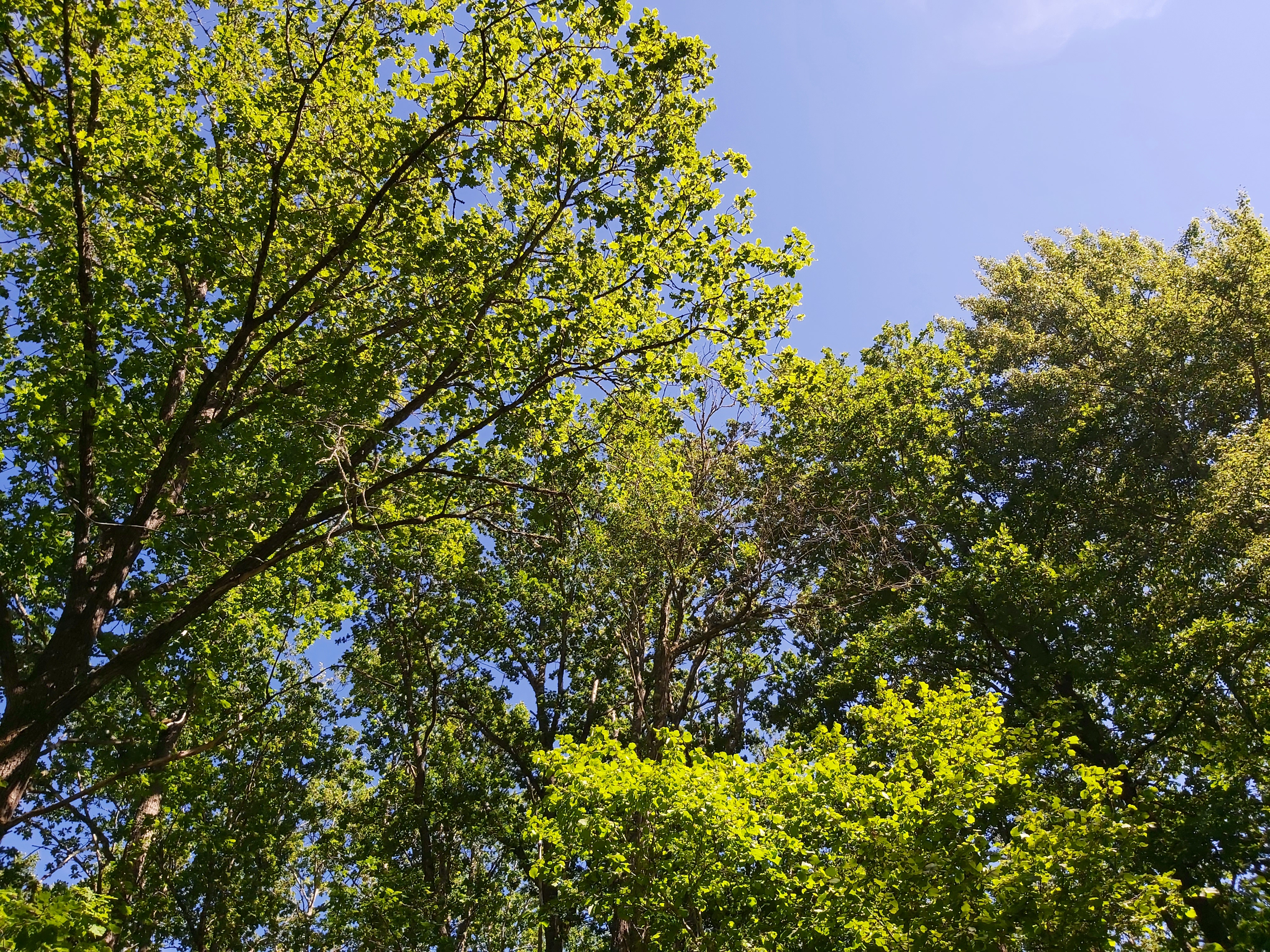
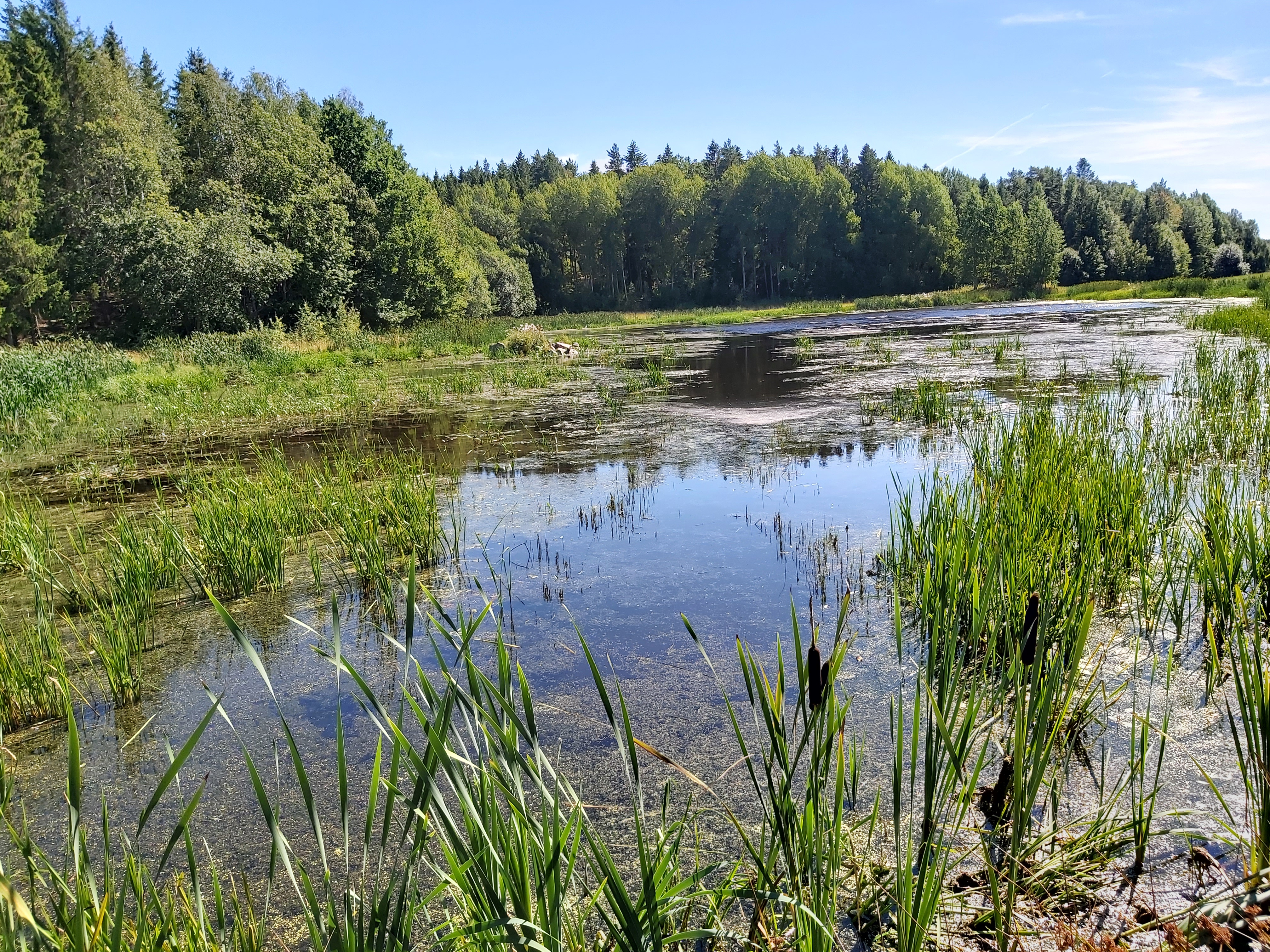
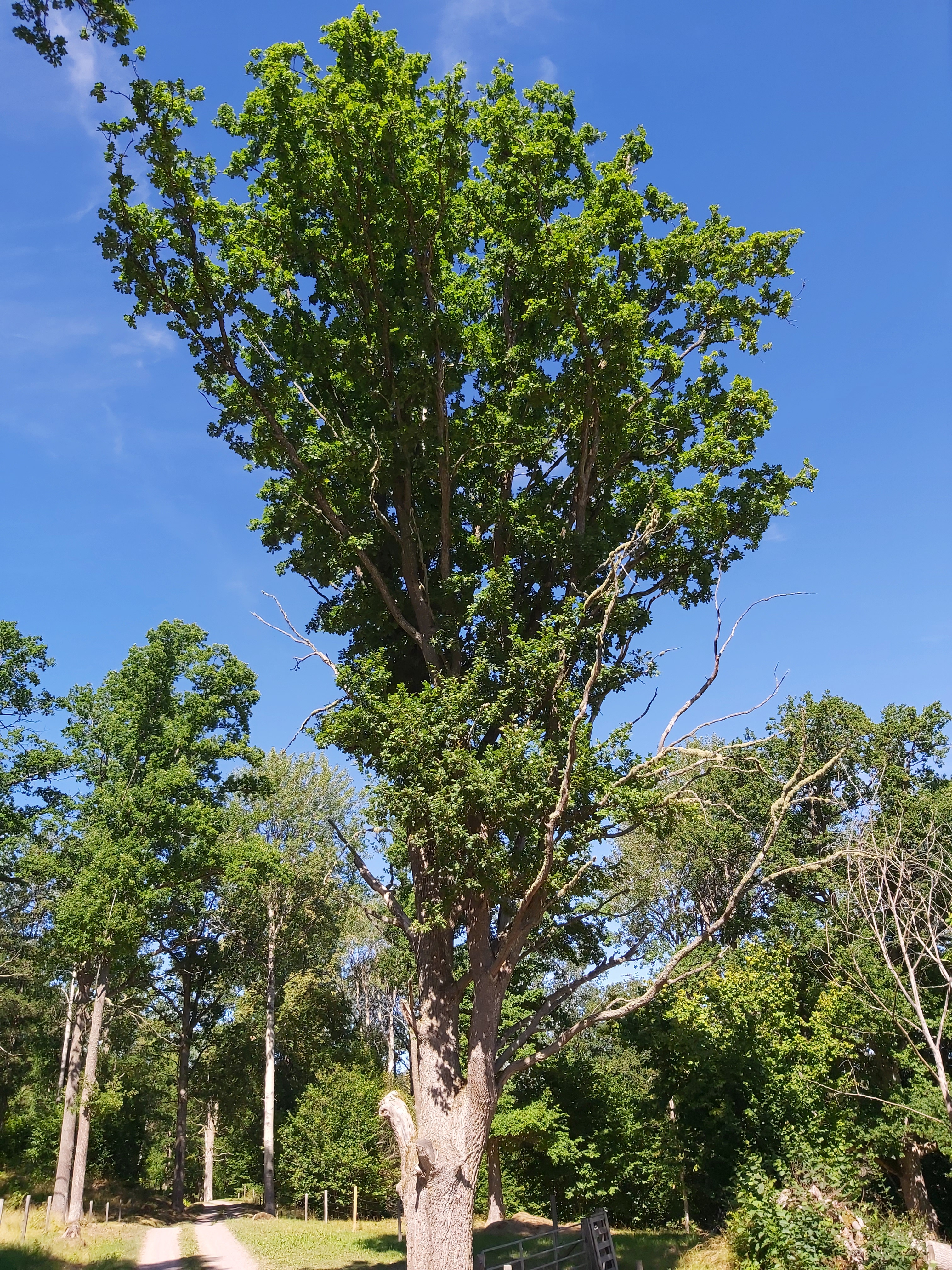
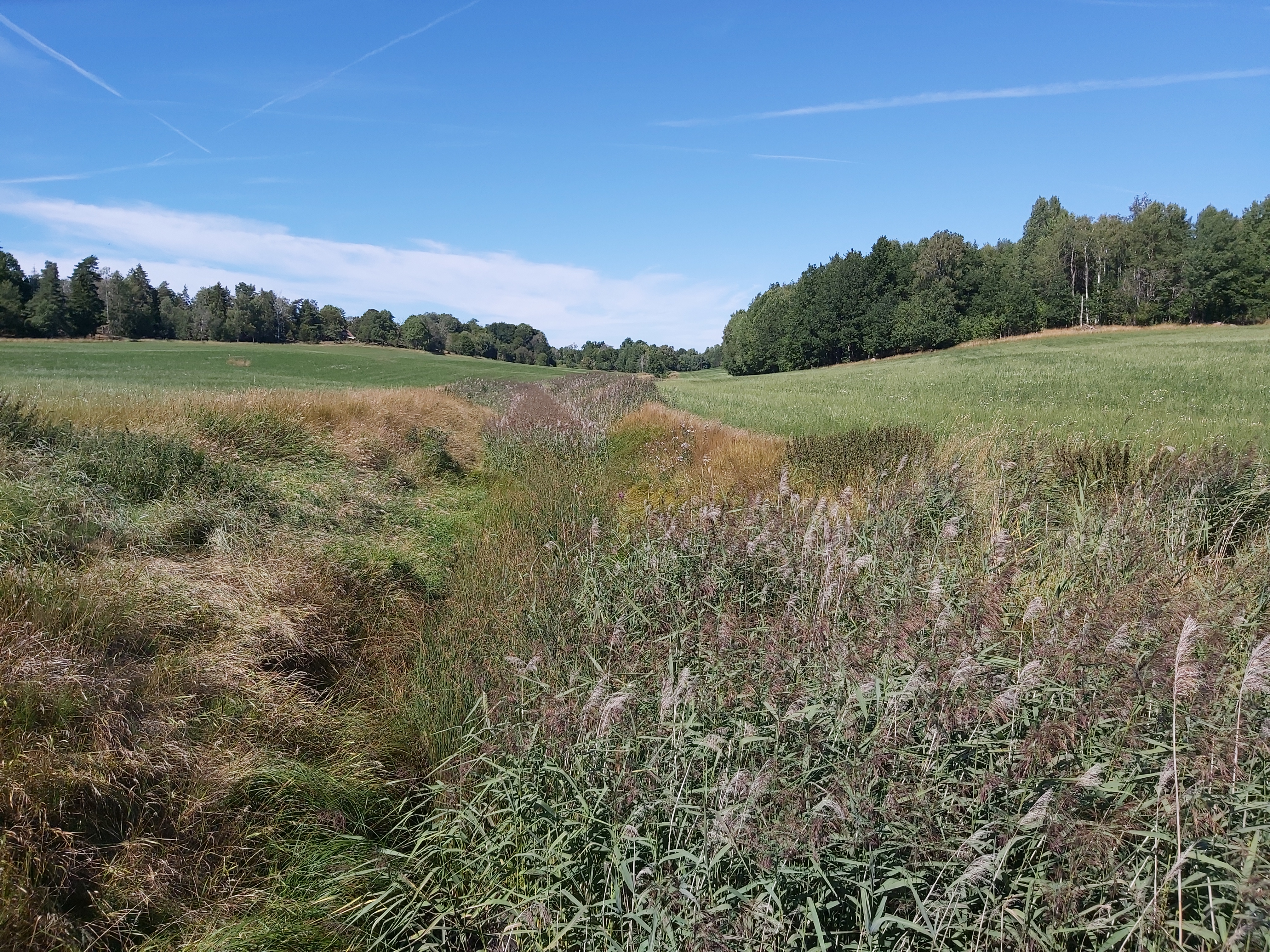
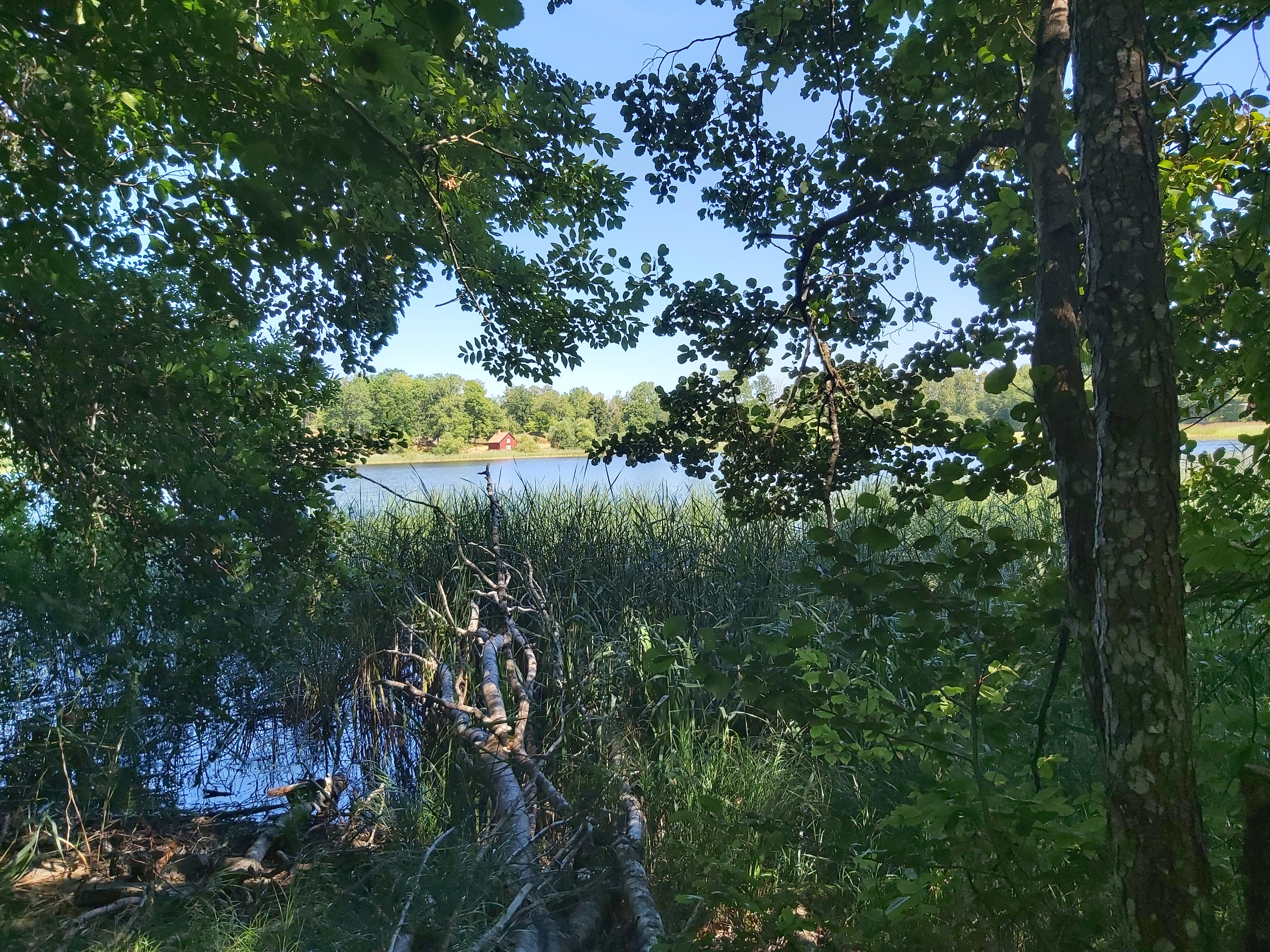
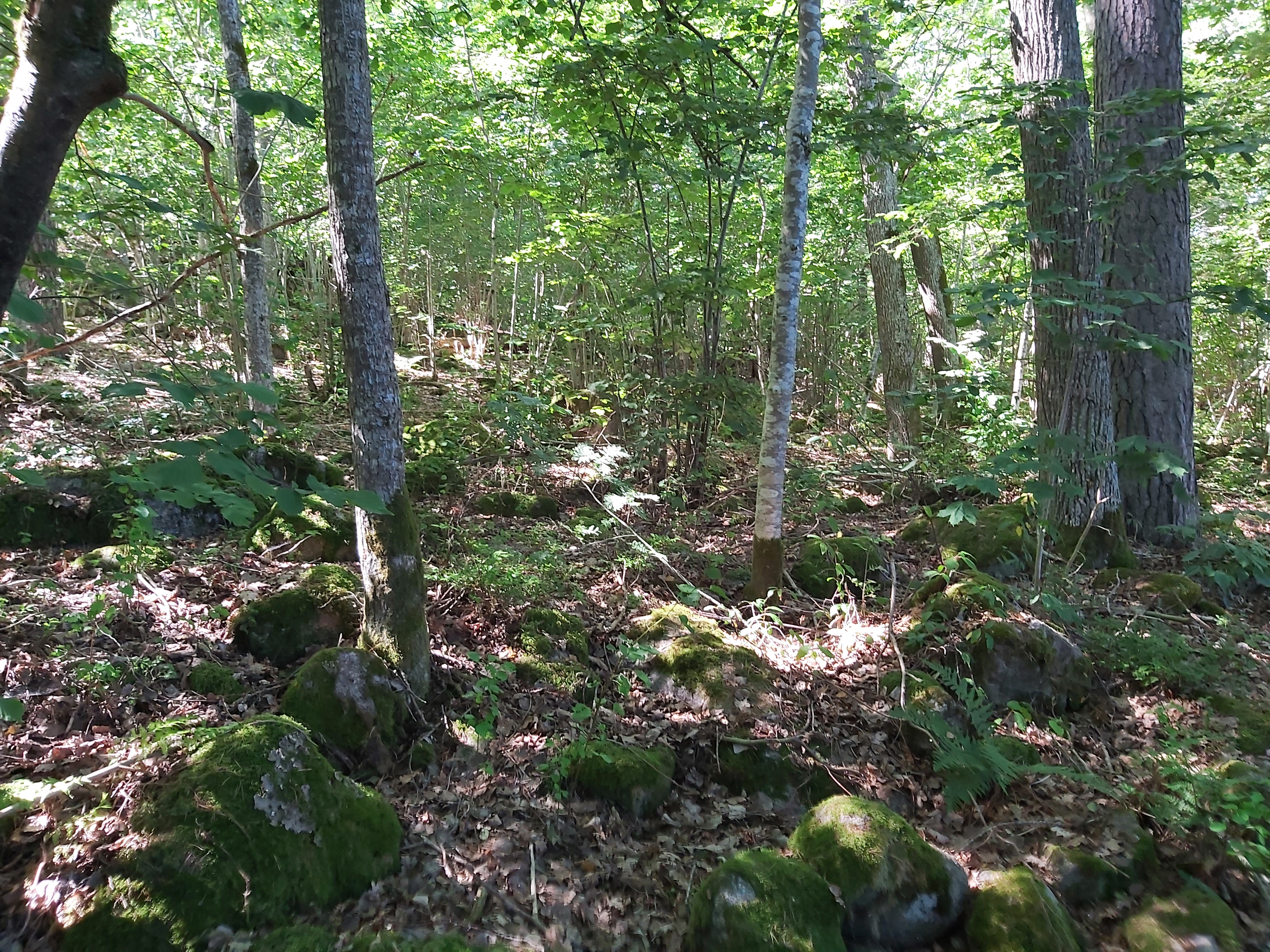
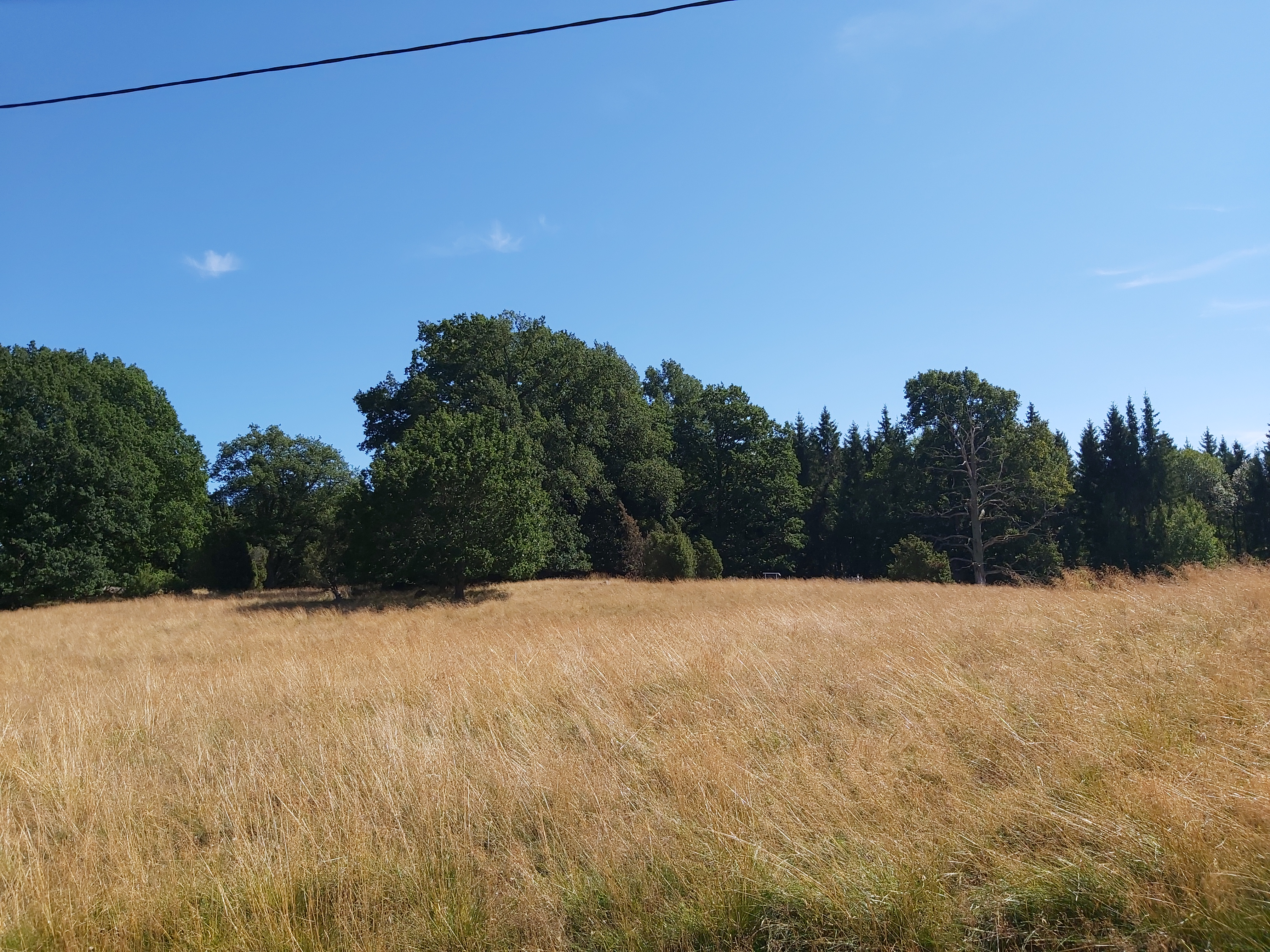